# برنامه ورزشکاران سطح جهانی نیروی زمینی ایالات متحده آمریکا
برنامه ورزشکاران سطح جهانی نیروی زمینی ایالات متحده آمریکا (WCAP) یک واحد نظامی است که مأموریت اصلی آن حمایت از سربازان دارای رتبه ملی و بین‌المللی برای شرکت در تیم المپیک ایالات متحده است. مقر این برنامه در فورت کارسون، کلرادو است.

## اهداف
به گفته نیروی زمینی ایالات متحده، WCAP به سربازان فعال، گارد ملی و ذخیره این فرصت را می‌دهد تا در مسابقات ورزشی ملی و بین‌المللی با هدف نهایی انتخابی به تیم المپیک و تیم پارالمپیک ایالات متحده، ضمن حفظ حرفه نظامی حرفه ای، آموزش و رقابت کنند و مروج ارتش آمریکا باشند.

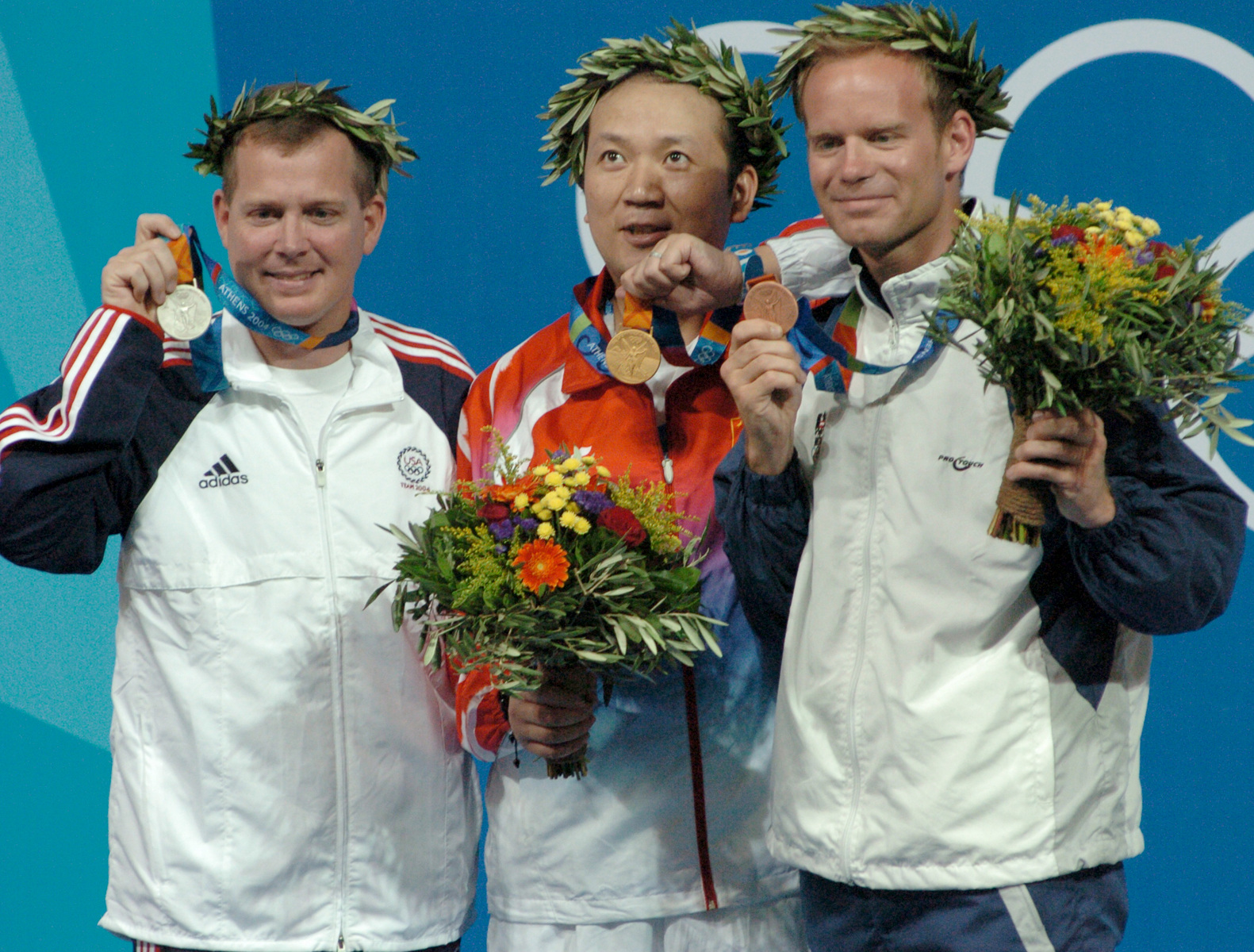
سرگرد مایکل آنتی (چپ)، تیرانداز برنامه ورزشکاران سطح جهانی ارتش ایالات متحده که به واحد تیراندازی ارتش ایالات متحده در فورت بنینگ، جورجیا اختصاص داده شده‌است، مدال نقره خود را در کنار دارنده مدال طلا ژانبو جیا از چین (مرکز) و دارنده مدال برنز مسیحی پلانر (راست) اتریش پس از اتمام مسابقه تفنگ ۵۰ متر مردان در سه موقعیت در بازیهای المپیک تابستانی ۲۰۰۴ در مرکز تیراندازی المپیک مارکوپولو نشان می‌دهد.